# Olofskolan
Olofskolan var en privat grundskola i Stockholm grundad 1927 av Carl Malmsten tillsammans med hustrun Siv Malmsten och Per Sundberg. Även Yngve Larsson och hustrun Elin var involverade i grundandet. Syftet var att reformera skolslöjden och förena handens och hjärnans arbete i en alternativ skolutbildning. 
Olofskolan fick i brist på anslag läggas ner 1941, medan Olofskolans Verkstad fick ett fortsatt liv, numer känd som Carl Malmstensskolan.

## Elever (urval)
- Anders William-Olsson
- Mårten Larsson
- Richard Larsson
- Claes-Erik Odhner
- Ronald de Wolfe